# Södra Sytertoppen

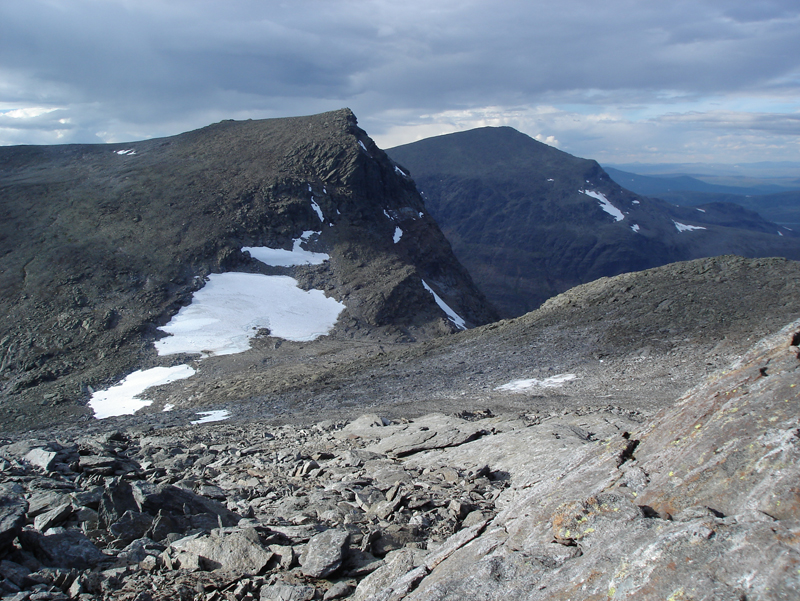
Norra Storfjällets högsta toppar. Till vänster den sydliga och i fjärran den nordliga med Syterskalet emellan

Södra Sytertoppen är med sina 1685 meter över havet Västerbottens läns tredje högsta fjälltopp (efter Norra Sytertoppen och Måskostjakke). Den ingår i Norra Storfjället, som ligger i nordligaste hörnet av Västerbottens län i Lappland och är ett av Europas största naturvårdsområden, Vindelfjällens naturreservat. Reservatet är på förslag att bli en ny nationalpark i Sverige, men inga beslut är fattade.
Södra Sytertoppen utgör ett dominerande inslag, när fjället höjer sig i avsatser ovanför den välkända vintersportorten Hemavan. Även från Tärnaby avtecknar sig krönet med en avvisande hårdhet. Detta är högalpin miljö. Vid dålig väderlek och låg molnbas blir svårigheterna vid en bestigning betydande, främst genom att fjället är så vidsträckt och platåerna kantade av branta partier.

## Bergsbestigning
Södra Sytertoppen kan enkelt bestigas från väster. Halvvägs upp öppnar sig en ravin till vänster, och vidgar perspektivet ner mot Västra Syterbäcken i botten. Höjdskillnaden är 800 meter. Terrängen häruppe är präglad av kilometerlånga fält med lösa stenar. Den nordliga sidan stupar brant ner i Syterskalet, en U-formad dalgång av ansenliga dimensioner, en av de största i de svenska fjällen.
Väl uppe på toppen möts vandraren av en mängd stenrösen. De är upplagda av besökare och fotografen Claes Grundsten har påpekat att antalet rösen får platsen att framstå som ett slags rituellt objekt. Framme vid bergskammen mot öster, öppnar sig avgrunden. Som framgår av bildillustrationen, stupar fjällsidan brant ner i Tärnadalen. I vissa partier bildar berget överhäng och lutar således inåt mot dalen nedanför. Inpm bergsklättringen klassas detta som svårighet 4-5 på skalan.   

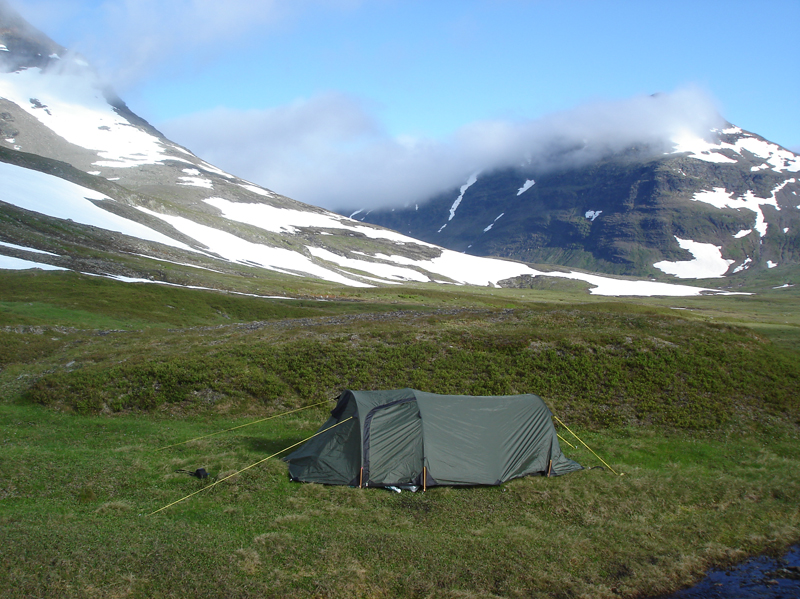
Tältläger under Södra Sytertoppens branta östsida. Till höger den nordliga toppen